# Basketball-Amerikameisterschaft 2007
Die Basketball-Amerikameisterschaft 2007 (offiziell: FIBA Americas Championship 2007) war die 13. Auflage dieses Turniers und fand vom 22. August bis zum 2. September 2007 in Paradise (Nevada, USA) statt. Bei dem Turnier ging es gleichzeitig um die Qualifikation zu den Olympischen Spielen 2008. Die beiden Finalisten qualifizierten sich direkt für die Spiele, die Mannschaften auf den Plätzen 3 bis 5 nehmen an einem Qualifikationsturnier im Juli 2008 teil.
Insgesamt nahmen 10 Mannschaften an der Amerikameisterschaft 2007 teil.

## Vorrunde
Folgende Gruppen wurden am 21. März 2007 in Las Vegas ausgelost:
| Gruppe A                                                | Gruppe B                                                                             |
| ------------------------------------------------------- | ------------------------------------------------------------------------------------ |
| - Argentinien - Mexiko - Panama - Puerto Rico - Uruguay | - Brasilien - Kanada - Vereinigte Staaten - Amerikanische Jungferninseln - Venezuela |

In der Vorrunde spielten jeweils fünf Mannschaften in zwei Gruppen gegeneinander. Der Sieger eines Spiels erhielt zwei Punkte, der Verlierer einen Punkt.
Die vier Bestplatzierten der zwei Gruppen qualifizierten sich für die Viertelfinalrunde, wobei die Ergebnisse der Vorrunde dann dort mithineingenommen wurden.

### Gruppe A
| Spiel | Datum           | Team 1      | Team 2      | 1. Q. | 2. Q. | 3. Q. | 4. Q. | Verl. | Ergebnis | Topscorer                        |
| ----- | --------------- | ----------- | ----------- | ----- | ----- | ----- | ----- | ----- | -------- | -------------------------------- |
| A1    | 22. August 2007 | Puerto Rico | Mexiko      | 29:29 | 16:28 | 28:19 | 16:24 | –     | 89:100   | Apodaca 15; Mariscal Mata 30     |
| A2    | 22. August 2007 | Uruguay     | Panama      | 15:18 | 19:27 | 24:11 | 17:19 | –     | 88:84    | Batista 26; Lloreda 21           |
| A3    | 23. August 2007 | Argentinien | Uruguay     | 23:13 | 19:22 | 29:14 | 19:20 | –     | 90:69    | Prigioni 20; Taboada 14          |
| A4    | 23. August 2007 | Panama      | Puerto Rico | 20:28 | 11:25 | 20:23 | 16:32 | –     | 67:108   | Forbes Regis 19; Sanchez Rosa 19 |
| A5    | 24. August 2007 | Mexiko      | Panama      | 29:29 | 18:25 | 25:24 | 18:17 | –     | 90:95    | Beck 28; Pinnock 30              |
| A6    | 24. August 2007 | Puerto Rico | Argentinien | 27:17 | 12:18 | 16:27 | 20:25 | –     | 75:87    | Ayuso 21; Scola 22               |
| A7    | 25. August 2007 | Uruguay     | Puerto Rico | 15:17 | 14:31 | 24:13 | 29:18 | –     | 82:79    | Batista 34; Barea 18             |
| A8    | 25. August 2007 | Argentinien | Mexiko      | 23:23 | 28:18 | 32:18 | 21:24 | –     | 104:83   | Delfino 20; Beck 24              |
| A9    | 26. August 2007 | Panama      | Argentinien | 18:30 | 18:13 | 27:16 | 22:26 | 7:24  | 92:109   | -                                |
| A10   | 26. August 2007 | Mexiko      | Uruguay     | 25:19 | 14:27 | 28:18 | 15:27 | –     | 82:91    | Beck 28; Mazzarino 36            |

| Platz | Team        | Spiele | Siege | Niederl. | Körbe   | Punkte | Diff. |
| ----- | ----------- | ------ | ----- | -------- | ------- | ------ | ----- |
| 1     | Argentinien | 4      | 4     | 0        | 390:319 | 8      | +71   |
| 2     | Uruguay     | 4      | 3     | 1        | 330:335 | 7      | −5    |
| 3     | Puerto Rico | 4      | 1     | 3        | 351:336 | 5      | +15   |
| 4     | Mexiko      | 4      | 1     | 3        | 355:379 | 5      | −24   |
| 5     | Panama      | 4      | 1     | 3        | 338:395 | 5      | −57   |

### Gruppe B
| Spiel | Datum           | Team 1                       | Team 2                       | 1. Q. | 2. Q. | 3. Q. | 4. Q. | Verl. | Ergebnis | Topscorer                         |
| ----- | --------------- | ---------------------------- | ---------------------------- | ----- | ----- | ----- | ----- | ----- | -------- | --------------------------------- |
| B1    | 22. August 2007 | Kanada                       | Brasilien                    | 12:25 | 21:11 | 11:18 | 23:21 | –     | 67:75    | Mendez 18; Barbosa 30             |
| B2    | 22. August 2007 | Vereinigte Staaten           | Venezuela                    | 21:8  | 33:26 | 38:17 | 20:18 | –     | 112:69   | Anthony, Redd je 17; Vasquez 12   |
| B3    | 23. August 2007 | Amerikanische Jungferninseln | Vereinigte Staaten           | 13:42 | 26:24 | 11:28 | 9:29  | –     | 59:123   | Sheppard 11; Anthony, Redd je 22  |
| B4    | 23. August 2007 | Venezuela                    | Kanada                       | 16:18 | 18:19 | 25:24 | 14:19 | –     | 73:80    | Romero 23; Dalembert 18           |
| B5    | 24. August 2007 | Brasilien                    | Venezuela                    | 24:19 | 19:17 | 28:19 | 30:20 | –     | 101:75   | Machado 20; Romero 21             |
| B6    | 24. August 2007 | Kanada                       | Amerikanische Jungferninseln | 23:27 | 30:13 | 21:24 | 19:19 | –     | 93:83    | Mendez 22; Edwin 26               |
| B7    | 25. August 2007 | Vereinigte Staaten           | Kanada                       | 28:21 | 37:13 | 30:15 | 18:14 | –     | 113:63   | Anthony 25; Famutimi 17           |
| B8    | 25. August 2007 | Amerikanische Jungferninseln | Brasilien                    | 23:25 | 25:16 | 15:31 | 26:21 | –     | 89:93    | Victor 25; Barbosa 36             |
| B9    | 26. August 2007 | Venezuela                    | Amerikanische Jungferninseln | 18:16 | 19:17 | 35:26 | 28:31 | –     | 100:90   | Romero 29; Edwin 32               |
| B10   | 26. August 2007 | Brasilien                    | Vereinigte Staaten           | 21:27 | 17:30 | 11:39 | 27:17 | –     | 76:113   | Splitter 13; James, Anthony je 21 |

| Platz | Team                         | Spiele | Siege | Niederl. | Körbe   | Punkte | Diff. |
| ----- | ---------------------------- | ------ | ----- | -------- | ------- | ------ | ----- |
| 1     | Vereinigte Staaten           | 4      | 4     | 0        | 461:267 | 8      | +194  |
| 2     | Brasilien                    | 4      | 3     | 1        | 345:344 | 7      | +1    |
| 3     | Kanada                       | 4      | 2     | 2        | 303:344 | 6      | −41   |
| 4     | Venezuela                    | 4      | 1     | 3        | 317:383 | 5      | −66   |
| 5     | Amerikanische Jungferninseln | 4      | 0     | 4        | 321:409 | 4      | −88   |

## Viertelfinalrunde
Alle acht Mannschaften spielten in einer Gruppe zusammen. Allerdings spielten die Teams nur noch gegen die jeweils vier Mannschaften der anderen Vorrundengruppe.
Die vier Bestplatzierten der Viertelfinalrunde qualifizierten sich für das Halbfinale.
| Spiel | Datum           | Team 1             | Team 2             | 1. Q. | 2. Q. | 3. Q. | 4. Q. | Verl. | Ergebnis | Topscorer                                 |
| ----- | --------------- | ------------------ | ------------------ | ----- | ----- | ----- | ----- | ----- | -------- | ----------------------------------------- |
| X1    | 27. August 2007 | Uruguay            | Kanada             | 18:25 | 20:23 | 27:22 | 23:25 | –     | 88:95    | Mazzarino, Garcia Morales je 17; Young 22 |
| X2    | 27. August 2007 | Argentinien        | Venezuela          | 28:10 | 23:24 | 28:19 | 19:10 | –     | 98:63    | Gonzalez 21; Cedeno 15                    |
| X3    | 27. August 2007 | Brasilien          | Puerto Rico        | 13:19 | 15:20 | 26:26 | 21:32 | –     | 75:97    | Barbosa 34; Ayuso 24                      |
| X4    | 27. August 2007 | Vereinigte Staaten | Mexiko             | 45:23 | 20:28 | 36:27 | 26:22 | –     | 127:100  | Anthony 28; Beck 20                       |
| X5    | 28. August 2007 | Venezuela          | Uruguay            | 25:25 | 26:10 | 17:20 | 20:24 | –     | 88:79    | Romero 35; Batista 21                     |
| X6    | 28. August 2007 | Kanada             | Argentinien        | 8:26  | 8:20  | 24:16 | 30:23 | –     | 70:85    | Thomas 13; Scola 23                       |
| X7    | 28. August 2007 | Mexiko             | Brasilien          | 22:24 | 17:29 | 24:34 | 27:17 | –     | 90:104   | Beck 29; Barbosa 21                       |
| X8    | 28. August 2007 | Puerto Rico        | Vereinigte Staaten | 15:24 | 12:35 | 29:29 | 22:29 | –     | 78:117   | Ayuso 13; James 21                        |
| X9    | 29. August 2007 | Kanada             | Mexiko             | 21:22 | 26:9  | 29:24 | 21:25 | –     | 97:80    | Anderson 17; Quintero 20                  |
| X10   | 29. August 2007 | Venezuela          | Puerto Rico        | 16:20 | 19:27 | 10:15 | 18:30 | –     | 63:92    | Romero 11; Ayuso 25                       |
| X11   | 29. August 2007 | Argentinien        | Brasilien          | 16:23 | 12:19 | 22:16 | 21:13 | 15:8  | 86:79    | Luis Scola 23; Machado 19                 |
| X12   | 29. August 2007 | Uruguay            | Vereinigte Staaten | 21:31 | 17:35 | 26:29 | 15:23 | –     | 79:118   | Batista 20; James 26                      |
| X13   | 30. August 2007 | Mexiko             | Venezuela          | 19:27 | 27:23 | 31:15 | 24:26 | –     | 101:91   | Pedroza Durazo 27; Romero 23              |
| X14   | 30. August 2007 | Brasilien          | Uruguay            | 24:17 | 20:20 | 30:8  | 22:17 | –     | 96:62    | Barbosa 32; Batista 17                    |
| X15   | 30. August 2007 | Puerto Rico        | Kanada             | 21:18 | 14:16 | 23:9  | 14:23 | –     | 72:66    | Arroyo 22; Thomas 18                      |
| X16   | 30. August 2007 | Vereinigte Staaten | Argentinien        | 28:13 | 21:17 | 24:22 | 18:24 | –     | 91:76    | Bryant 27; Scola 20                       |

| Platz | Team               | Spiele | Siege | Niederl. | Körbe   | Punkte | Diff. |
| ----- | ------------------ | ------ | ----- | -------- | ------- | ------ | ----- |
| 1     | Vereinigte Staaten | 7      | 7     | 0        | 791:541 | 14     | +250  |
| 2     | Argentinien        | 7      | 6     | 1        | 626:530 | 13     | +96   |
| 3     | Brasilien          | 7      | 4     | 3        | 606:590 | 11     | +16   |
| 4     | Puerto Rico        | 7      | 3     | 4        | 582:590 | 10     | −8    |
| 5     | Kanada             | 7      | 3     | 4        | 538:586 | 10     | −48   |
| 6     | Uruguay            | 7      | 2     | 5        | 550:648 | 9      | −98   |
| 7     | Mexiko             | 7      | 2     | 5        | 636:703 | 9      | −67   |
| 8     | Venezuela          | 7      | 1     | 6        | 522:663 | 8      | −141  |

## Halbfinale
| Spiel | Datum             | Team 1             | Team 2      | 1. Q. | 2. Q. | 3. Q. | 4. Q. | Verl. | Ergebnis | Topscorer                       |
| ----- | ----------------- | ------------------ | ----------- | ----- | ----- | ----- | ----- | ----- | -------- | ------------------------------- |
| F1    | 1. September 2007 | Argentinien        | Brasilien   | 17:22 | 18:21 | 30:13 | 26:24 | –     | 91:80    | Scola 27; Garcia, Barbosa je 16 |
| F2    | 1. September 2007 | Vereinigte Staaten | Puerto Rico | 33:27 | 24:15 | 43:28 | 35:21 | –     | 135:91   | Anthony 27; Ayuso 22            |

## Medaillenspiele

### Spiel um Platz 3
| Spiel | Datum             | Team 1    | Team 2      | 1. Q. | 2. Q. | 3. Q. | 4. Q. | Verl. | Ergebnis | Topscorer            |
| ----- | ----------------- | --------- | ----------- | ----- | ----- | ----- | ----- | ----- | -------- | -------------------- |
| F3    | 2. September 2007 | Brasilien | Puerto Rico | 12:26 | 31:22 | 26:33 | 38:30 | –     | 107:111  | Machado 21; Ayuso 39 |

### Finale
| Spiel | Datum             | Team 1             | Team 2      | 1. Q. | 2. Q. | 3. Q. | 4. Q. | Verl. | Ergebnis | Topscorer          |
| ----- | ----------------- | ------------------ | ----------- | ----- | ----- | ----- | ----- | ----- | -------- | ------------------ |
| F4    | 2. September 2007 | Vereinigte Staaten | Argentinien | 35:14 | 24:20 | 34:27 | 25:20 | –     | 118:81   | James 31; Scola 23 |

## Endstände
| Rang                            | Team                         | Siege:Niederlagen |
| ------------------------------- | ---------------------------- | ----------------- |
| 1                               | Vereinigte Staaten           | 10:0              |
| 2                               | Argentinien                  | 8:2               |
| 3                               | Puerto Rico                  | 5:5               |
| 4                               | Brasilien                    | 5:5               |
| Nicht im Halbfinale:            |                              |                   |
| 5                               | Kanada                       | 4:4               |
| 6                               | Uruguay                      | 3:5               |
| 7                               | Mexiko                       | 2:6               |
| 8                               | Venezuela                    | 2:6               |
| Nicht in der Viertelfinalrunde: |                              |                   |
| 9                               | Panama                       | 1:3               |
| 10                              | Amerikanische Jungferninseln | 0:4               |

Damit qualifizierten sich die USA und Argentinien direkt für die Olympischen Spiele 2008. Puerto Rico, Brasilien und Kanada konnten sich noch die Teilnahme am Qualifikationsturnier im Juli 2008 sichern.
Zum MVP des Turnieres wurde Luis Scola gewählt. Der Argentinier konnte in den zehn Spielen durchschnittlich 19,5 Punkte, 7,5 Rebounds und 2,0 Assists erzielen. Er hatte eine Trefferquote von 55,7 Prozent aus dem Feld und verwandelte 72,1 Prozent seiner Freiwürfe.